# Отто Гафтль
Отто Гафтль або Отто Гафтель (нім. Otto Haftl; 29 листопада 1902 — 16 вересня 1995) — австрійський футболіст, що грав на позиції нападника, футбольний тренер. Виступав в чемпіонатах Австрії, Чехословаччини та Швейцарії, а також у складі збірної Австрії.

## Клубна кар'єра
Розпочав свою футбольну кар'єру в Австрії в клубі «Аматоре», потім грав за «Ваккер» і «Вінер АК». 
Пізніше переїхав до Чехословаччини, де грав за «Тепліцер» і празьку «Спарту». В 1929 році брав участь в чвертьфінальних матчах Кубка Мітропи. «Спарта» за сумою двох матчів поступилась угорському «Уйпешту» (1:6, 2:0), майбутньому переможцю. В деяких джерелах можна зустріти згадку, що в 1931 році Гафтль разом з Йозефом Сильним з 17-ма голами (Отто забив 13 за «Тепліцер» і 4 за «Спарту») став найкращим бомбардиром Чемпіонату Чехословаччини, але частіше повідомляється, що Сильний забив на один гол більше. В 1931 році Гафтль знову грав за «Спарту» в Кубку Мітропи. В п'яти матчах забив три голи, серед яких і єдиний переможний м'яч у чвертьфінальному матчі проти «Ювентуса». В тому ж році Отто став володарем Середньочеського кубка. У фіналі «Спарта» перемогла ««Славію»» з рахунком 3:1, а Гафтль забив третій гол своєї команди. Можна вважати нападника і переможцем чемпіонату Чехословаччини 1931-32, адже кілька матчів на початку того сезону він встиг зіграти (і забив три голи), але ще до завершення календарного 1931 року залишив команду.
Переїхав до Швейцарії, ставши першим професійним футболістом «Базеля». У період з 1931 по 1935 рік Гафтль провів за «Базель» 144 ігри і забив 130 голів. 88 ігор і 75 голів у швейцарській Серії А, 20 матчів і 21 гол у Кубку Швейцарії та 36 матчів і 28 голів в товариських матчах. Під час свого першого сезону в клубі він виконував обов'язки граючого тренера після того, як Густав Пуцендоплер залишив посаду тренера.
В Кубку Швейцарії Гафтль брав участь в одному примітному матчі. Це був повторний поєдинок другого раунду на виїзді проти «Лугано» 22 листопада 1931 року. Перший матч приніс командам нічию 3:3. Альфред Шлехт з «Базеля» забив гол на другій хвилині і рахунок 1:0 тримався до кінця матчу. Однак, незадовго до завершення гри, арбітр Ганс Вютріх не призначив пенальті після, нібито, гри рукою гравця Базеля. Незабаром після цього рефері завершив гру перемогою «Базеля». Це викликало величезне незадоволення серед уболівальників. Після гри виникли заворушення серед глядачів, які були незадоволені роботою арбітра. У арбітра та гравців кидали каміння та розбивали вікна роздягальнь. Минуло приблизно вісім годин, перш ніж усе було врегульовано настільки, що поліція змогла доставити арбітра та всю команду «Базеля» в безпечне місце на кораблі, що відпливав через озеро Лугано. За даними клубної хроніки, було травмовано чимало гравців. У Йозефа Ремая кровоточила голова, у Германа Ендерліна була рана над оком, також постраждали Леопольд Кільгольц і воротар Пауль Блумер. Гафтль залишився неушкодженим. На «Лугано» наклали санкції, через які клуб повинен був грати свої домашні ігри щонайменше за 100 кілометрів від рідного поля.
Наступного сезону 1932–33 під керівництвом австрійця Карла Курца «Базель» виграв Кубок Швейцарії. 9 квітня 1933 року у фіналі на стадіоні «Гардтурм» «Базель» переміг з рахунком 4:3 «Грассгопер». Гафтль забив два голи у фіналі, а в команді грали ще двоє інших австрійців — Фердинанд Весели та Йозеф Хлоупек. Це був перший національний титул клубу.
Гафтль завершив свою футбольну кар'єру в клубі «Янг Феллоуз Цюрих», за який грав з 1935 по 1937 рік. У сезоні 1938—1939 років став тренером «Ваккера» і залишався там до грудня 1941 року.

## Кар'єра в збірній
Гафтль тричі грав за національну збірну. Його перший міжнародний матч за Австрію відбувся у травні 1925 року проти Угорщини. У домашньому матчі у Відні він забив два м'ячі: перший на 38-й хвилині, а другий — на 88-й. Австрія перемогла з рахунком 3:1. Другий матч зіграв в тому ж році на виїзді проти тих же суперників (1:1). Останню гру провів проти Італії 7 квітня 1929 року (3:0).

## Статистика виступів

### Статистика виступів в чемпіонаті
| Сезон                            | Матчі | Голи | Клуб             |
| -------------------------------- | ----- | ---- | ---------------- |
| Чемпіонат Австрії 1921/22        | 3     | 2    | Аматори (Відень) |
| Чемпіонат Австрії 1924/25        | 10    | 8    | Ваккер (Відень)  |
| Чемпіонат Австрії 1925/26        | 7     | 5    | Ваккер (Відень)  |
| Чемпіонат Австрії 1925/26        | 13    | 12   | Вінер АК         |
| Разом: чемпіонат Австрії         | 33    | 27   |                  |
| Чемпіонат Чехословаччина 1929/30 | ?     | 7    | Тепліцер         |
| Чемпіонат Чехословаччина 1929/30 | ?     | 4    | Спарта Прага     |
| Чемпіонат Чехословаччина 1930/31 | 11    | 13   | Тепліцер         |
| Чемпіонат Чехословаччина 1930/31 | 3     | 4    | Спарта Прага     |
| Чемпіонат Чехословаччина 1931/32 | ?     | 3    | Спарта Прага     |
| Разом: чемпіонат Чехословаччини  | ?     | 31   |                  |
| Чемпіонат Швейцарії 1931/32      | 11    | 11   | Базель           |
| Чемпіонат Швейцарії 1932/32      | 15    | 17   | Базель           |
| Проміжний чемпіонат 1932/33      | 6     | 4    | Базель           |
| Чемпіонат Швейцарії 1933/34      | 30    | 28   | Базель           |
| Чемпіонат Швейцарії 1934/35      | 25    | 21   | Базель           |
| Чемпіонат Швейцарії 1935/36      | 5     | 8    | Янг Фелловз      |
| Чемпіонат Швейцарії 1936/37      | 24    | 0    | Янг Фелловз      |
| Разом: чемпіонат Швейцарії       | 116   | 89   |                  |

## Титули і досягнення
- Чемпіон Чехословаччини (1):

«Спарта» (Прага): 1932
- Володар Середньочеського кубка (1):

«Спарта» (Прага): 1931
- Володар Кубка Швейцарії (1):

«Базель»: 1933